# Sharif Nazarov
Sharif Nazarovich Nazarov - em russo, Шариф Назарович Назаров (2 de fevereiro de 1946) é um ex-futebolista e treinador de futebol tajique. É o atual técnico do Khayr Vahdat e desde 2008 comanda a Seleção Tajique Sub-23.

## Carreira

### Em clubes
Jogou toda sua carreira no Pamir Dushanbe, atuando em 34 jogos. Encerrou sua carreira ainda jovem, em 1970, porém manteve-se ligado ao clube, assumindo 3 vezes o comando técnico (em 1997, o Pamir era conhecido por SKA PVO Pamir). Treinou ainda Al Merreikh (Egito), Varzob, Navbahor Namangan (Uzbequistão), Farrukh Gissar, Aviator  e Hima Dushanbe, além de ter sido presidente do Regar-TadAZ, um dos principais clubes de futebol do Tajiquistão, entre 2009 e 2016, quando voltou a trabalhar como técnico, assumindo o  Khayr Vahdat.

### Seleção Tajique
Nazarov foi o primeiro treinador da Seleção Tajique, entre 1992 e 1994. Comandou os Leões Persas em outras 3 ocasiões (1999, 2003 e 2006).